# Hemió
L'hemió o ase salvatge (Equus hemionus) és un mamífer gros de la família dels èquids. És originari dels deserts de Síria, l'Iran, el Pakistan, l'Índia, Israel i el Tibet.

## Subspècies
- Equus hemionus hemionus - ase silvestre de Mongòlia
- Equus hemionus kulan - ase silvestre de Turcmènia,
- Equus hemionus onager - onagre de Pèrsia
- Equus hemionus khur - ase silvestre de l'Índia o khur,
- Equus hemionus hemippus - hemió de Síria, (extint).

Equus hemionus onager és la subespècie que normalment es coneix simplement com a onagre.

## Etimologia
Hemió i onagre són paraules que provenen del grec, i signifiquen respectivament 'mig ase' i 'ase salvatge'.

## Descripció
Els hemions es diferencien dels ases africans per tenir les orelles més petites i no tenir ratlles negres als peus (com tampoc en tenen la majoria dels ases domèstics). El color i llargada del pèl varia segons els exemplars i les subespècies, i oscil·len entre el blanc groguenc i el negre, però el lleonat és el més freqüent. La seva alçada a la creu és de 2,1 metres aproximadament. Pesen uns 290 quilos.
Són animals força ràpids: arriben a una velocitat de fins a 70 km/hora en distàncies curtes. També són molt resistents, capaços de desplaçar-se pel desert en llargues marxes.
Poden estar-se força temps sense beure, però no tant com els dromedaris i camells.
Ja es feien servir aquests animals per a diversos treballs a l'antiga Sumer.